# Longsleeve

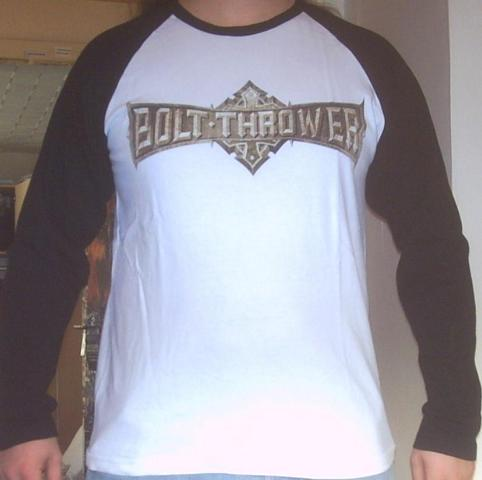
Longsleeve der Band Bolt Thrower

Der englische Begriff Longsleeve (englisch: long – lang; sleeve – Ärmel) bezeichnet ein Kleidungsstück, das einem T-Shirt ähnelt, jedoch mit langen Ärmeln ausgestattet ist. Oft werden auch die Bezeichnungen Langärmer oder Langarmshirt verwendet.
Wie T-Shirts sind Longsleeves aus dünnem Stoff und haben typischerweise einen rundlichen Halsausschnitt. Der Schnitt ist vergleichbar mit dem eines Pullovers, häufig jedoch etwas enger und taillierter. Auf die Brustfläche eines Longsleeves werden häufig großflächige Schriftzüge oder modische Designelemente gedruckt. Besonders in der Metal-Szene haben sich Longsleeves mit Symbolen von Musikgruppen („Bandshirts“) als eine Art Erkennungszeichen etabliert. Als modisch gilt auch das Tragen eines Langärmers unter einem herkömmlichen T-Shirt. Dieses Erscheinungsbild wird stellenweise auch von einigen Designern imitiert, indem an T-Shirts lange Ärmel mit deutlichem Übergang genäht werden.
Einige Shops und Hersteller benutzen den Begriff Long Sleeve Pullover als Bezeichnung für einen Pullover mit langen Ärmeln.